# Лугове (Сумський район)
Лугове — село в Україні, у Садівській сільській громаді Сумського району Сумської області. Населення становить 195 осіб. До 2020 орган місцевого самоврядування — Низівська селищна рада.

## Географія
Село Лугове знаходиться за 2 км від правого берега річки Псел. До села примикає село Вишневе, на відстані до 2-х км розташовані села Шпилівка, Харківщина, Бровкове, Ополонське і Прудок (ліквідоване в 1989 році).

## Історія
До 2016 року село носило назву Дзержинське.
12 червня 2020 року, відповідно до Розпорядження Кабінету Міністрів України № 723-р «Про визначення адміністративних центрів та затвердження територій територіальних громад Сумської області» увійшло до складу Садівської сільської громади.
19 липня 2020 року, в результаті адміністративно-територіальної реформи та ліквідації Сумського району(1923—2020), село увійшло до складу новоутвореного Сумського району.